# Primityw
Primityw – debiutancki utrzymany w stylu Rap/Hip hop album Sebastiana Fabijańskiego, polskiego aktora znanego z takich polskich produkcji jak Pitbull. Niebezpieczne kobiety, Belfer, Ultraviolet, Kamerdyner, Legiony, Mowa ptaków czy Psy 3 w imię zasad.
Premiera płyty początkowo została zaplanowana na 24 kwietnia 2020 ale z powodu pandemii COVID-19 w Polsce została ona przeniesiona na wrzesień. Gdy obostrzenia koronawirusowe zostały zniesione premierę wersji cyfrowej przyśpieszono na 12 czerwca, a wersja fizyczna ujrzała światło dzienne 19 czerwca 2020.
Płytę promowały utwory „Nightcrawler”, „Więzień”, „Jason Bourne”, „Bezkrólewie”, „Nieaktualne”, „Dirty Dancing” oraz „Sory” do których zostały zrealizowane teledyski(do dwóch ostatnich jeden wspólny), w których Sebastian Fabijański zagrał oraz odpowiadał za scenariusz i reżyserię.
Ponadto wszystkie teksty na płycie są autorstwa Sebastiana Fabijańskiego.

## Lista utworów
1. Jason Bourne | prod. LOAA
2. Potwór | prod. LOAA
3. Nieaktualne | prod. Urb
4. Prymityw | prod. Karbid
5. Dirty Dancing | prod. 9797
6. Nightcrawler | prod. Auer
7. Bezkrólewie | prod. Pereł
8. Sory | prod. LOAA
9. Synteza | prod. Luxon
10. Więzień_ feat. Sonia Bohosiewicz | prod. LOAA
11. Diler | prod. Pereł
12. Yin/Yang | prod. Żusto
13. Morfologia | prod. LOAA